# Silvio Parodi
Silvio Parodi   (Luque, 6 de novembre de 1931 - 9 d'octubre de 1989) fou un futbolista paraguaià de la dècada de 1950.
Fou 21 cops internacional amb la selecció del Paraguai. Pel que fa a clubs, defensà els colors de Sportivo Luqueño, Vasco da Gama, Fiorentina, i Racing de Santander.
Fou cosí del també futbolista José Parodi.